# Pavel Baňka
Pavel Baňka (* 20. března 1941 Praha) je český fotograf a zakladatel kulturní platformy Fotograf. Pravidelně vystavuje v České republice i v zahraničí. Jeho díla se stala součástí řady světových fotografických sbírek.

## Život
Cesta Pavla Baňky k fotografii nebyla přímočará. V letech 1958–1963 vystudoval pražskou ČVUT a jeho první seznamování s kulturou probíhalo skrze poezii. V polovině šedesátých let patřil k okruhu aktivních literátů kolem básníka Václava Hraběte. Fotografovat začal v šedesátých letech, za své povolání si však fotografii zvolil až na sklonku let sedmdesátých. V osmdesátých letech jako fotograf externě spolupracoval s časopisy Domov, Bydlení nebo ČS architekt. V Československu vystavoval zřídka, v letech 1985 a 1987 ale mohl vycestovat do USA a vytvořit si zde kontakty, které později zúročil v další umělecké i pedagogické kariéře. Uspořádal také několik svých výstav v západní Evropě. Zásluhou sběratele fotografie a zástupce firmy Polaroid Manfreda Heitinga získal jako jeden z mála českých fotografů od této společnosti materiální podporu. V roce 1990 patřil k zakladatelům Pražského domu fotografie. V letech 1992–1993 přednášel jako hostující pedagog na Ohio University. Mezi lety 1995–2016 vedl ateliér Fotografie na Fakultě umění a designu Univerzity Jana Evangelisty Purkyně v Ústí nad Labem. V letech 2005–2008 byl hostujícím pedagogem na University of Derby ve Velké Británii. V roce 2002 měl rozhodující vliv na založení časopisu Fotograf. Jeho šéfredaktorem byl do roku 2019. Spolu s tehdejším týmem v roce 2009 založil rovněž Fotograf studio, později přejmenované na Fotograf Gallery, a o dva roky později i mezinárodní Fotograf Festival.
Dne 20. srpna 1968 se oženil se sochařkou Jindrou Vikovou, se kterou žije v Benicích v Praze. Jejich dcerou je výtvarnice a spisovatelka Markéta Baňková.

## Dílo
Tvorba Pavla Baňky je široce rozkročená od reflexe hranic abstrakce ve fotografii, přes inscenovanou portrétní fotografii až k dokumentu. Velkou jeho díla bychom však mohli charakterizovat jako výtvarnou fotografii. Dokládají to jak jeho raná zátiší založená na odrazech světla v zrcadlech rozkládajících objektovou povahu reality v téměř abstraktní kompozice, tak jeho vrcholný soubor Infinity (1997–1999), v němž před deskripcí krajiny Baňka upřednostnil nezřetelnost, nezaostřenost a strukturální kvality obrazu. Teoretik umění Michal Koleček jeho přístup ke krajině a fotografování míst obecně charakterizuje slovy: „Místa, která zaznamenává, nejsou nositelem významu sama o sobě, neboť postrádají jasně čitelnou geografickou charakteristiku odkazující ke konkrétnímu prostředí. Baňka používá do jisté míry odosobněné výseky přírody jako specifickou formu vizuální partitury.“  S podobnými ohledy se setkáváme také u souboru barevných fotografií Mansfield (2002–2003) . V něm se Pavel Baňka zaměřil výhradně na stěny a stropy prázdného nemocničního komplexu v americkém Connecticutu, a přitom balancoval mezi významovými a estetickými hledisky, v tomto případě ukazujícími na inspirace abstraktní geometrií a minimalistickým uměním. V rámci dějin české fotografie zde lze spatřovat návaznost na obdobně výtvarné fotografie Dušana Šimánka ze souboru Ticho (1978–1985).
Na malířství a kresbu coby důležitý referenční rámec dále poukazoval i v souboru novějších barevných snímků Drawings on Asphalt. Ten vychází z náhodně nalézaných obrazců, stříkanců a znaků, které lze vnímat jako znakové a abstraktní výtvarné umění. Obdobně tomu je v souboru černobílých detailů plovoucích odpadků, kde jsou Baňkovy environmentální motivace vyvažovány zaujetím pro vizuální eleganci prchavých konfigurací igelitových sáčků ve vodě (Floating, 2013). Obecně vzato lze říci, že Baňkova koncepční východiska určují u jeho souborů rámcovou strategii, avšak v další fázi se klíčovým kritériem stávají senzuální kvality obrazu.
V průběhu druhé poloviny osmdesátých let se Baňka intenzivně věnoval také portrétu. Jeho studiové, inscenované snímky s poetickými rekvizitami byly v základních rysech blízké postmodernímu fotografování tehdy nastupující tzv. slovenské nové vlny. Konkrétně u Baňky návaznost na umění surrealismu ústila v intimní a erotizující podobizny s tajemnou symbolikou.
Během rezidenčního pobytu v USA v druhé polovině osmdesátých let se Baňkovi podařilo navázat produktivní kontakty s místní afroamerickou komunitou. Tehdy pořízené fotografie jsou patrně jeho nejryzejším fotografickým dokumentem – a vzhledem k datu jejich vzniku v letech 1987–1988 rovněž ojedinělým dokladem okouzleného setkání českého umělce s touto jinou (a po dlouhá desetiletí v podstatě nedostupnou) kulturou. V roce 2017 tyto fotografie vystavil v pražském Domě fotografie spolu s dalšími portrétními a dokumentaristicky laděnými soubory. Významné postavení mezi nimi zaujímal dlouhodobý, dosud neuzavřený soubor Matky a dcery, jímž Baňka mapuje členky rodin jeho přátel a známých. Také v tomto případě však Baňku nezajímá bezprostřední momentka a fotografovanou situaci aranžuje jako civilní, avšak v principu typický portrét dvou či více osob. „Nejdřív jsem fotil manželku a dceru. Když pak dcera odešla z domu, začal jsem – tak trochu náhradou za tyhle fotografie do rodinného alba – portrétovat matky a dcery všude po světě. Je v tom něco, co my chlapi úplně nechápeme, ale přitom bychom do toho rádi pronikli.“  Z fotografií z vlastního rodinného archívu pro změnu sestavil soubor Z mého života, kterým nahlížel téma fotografie jako paměťového média. Zahrnul do něj památeční i umělecké fotografie od roku 1955, poprvé ho vystavil v roce 2010 a nadále ho rozšiřuje. 
Ke starším fotografiím jako matérii zpětného přehodnocování se přitom Baňka po roce 2010 vrátil vícekrát. Například v rozsáhlém souboru O fotografii uplatnil snímky z různých období jako prvky vizuálního eseje o jemu blízkých principech fotografického zobrazování. V kompletní podobě tuto kolekci představil na stejnojmenné samostatné výstavě v Galerii Václava Špály v roce 2011. Tato výstava mimo jiné explicitně upozorňovala na pro něj typické doširoka rozkročené prozkoumávání tematických, obsahových a výrazových možností fotografie, pro které je sice jeho tvorba někdy považována za těžko zařaditelnou, ale zároveň je i v tomto směru v českém prostředí ojedinělým a osobitým vyjádřením hluboké fascinace možnostmi média fotografie a postmoderním přeskakováním mezi žánry, tematickými okruhy a obrazovými strategiemi. Teoretik Martin Mazanec v tomto směru o autorovi tvrdí: „Pavel Baňka je solitérem v rámci české fotografie posledních čtyř dekád. Netají se svými silnými vazbami na amatérismus a s tím související šíří svých „fotografických hledání“, jak často rád označuje mnohost a různorodost ve vlastní tvorbě, která je mimo jiné i silně spjata s pedagogickou a redakční praxí.“

## Významné samostatné výstavy
- 1979 Galerie ve věži, Mělník
- 1980 Galerie Centrum, Praha
- 1985 Middlesex County State College, Edison, New Jersey, USA
- 1987 Alvar Aalto Muzeum, Jyvaskyla, Finsko
- 1987 Fotografie. Galerie Fotochema, Praha
- 1988 Hyppolite Gallery, Helsinky, Finsko
- 1990 Fotografisk Gallery, Kodaň, Dánsko
- 1990 Galerie 410, Lowell, Massachusetts, USA
- 1991 Vzpomínky a představy. Galerie G4, Cheb a Malá galerie Československého spisovatele, Praha
- 1991 Jacques Baruch Gallery, Chicago, USA
- 1993 Works Gallery, Philadelphia, USA
- 1993 Gallery for Fine Photography, New Orleans, USA
- 1993 Linda Walcott-Moore Gallery, San Francisco, USA
- 1995 Fotografie 1992–1995, photographs. Fotografie, obrazy, komentáře. Pražský dům fotografie, Praha
- 1995 Fotografie, obrazy, komentáře. Dům umění města Brna
- 1996 Fotografia. Galerie Awantgarda, Vratislav, Polsko
- 1998 Všechno a nic. Galerie umění Karlovy Vary
- 1999 Všechno a nic. Purkarbství Pražského hradu
- 1999 Fotoforum Frankfurt, Německo
- 2000 Forests & Seascapes. Stephen Cohen Gallery, Los Angeles, USA
- 2001 Infinity. Galerie Rudolfinum, Praha
- 2003 Terezin / Mansfield. Národní galerie - Veletržní palác, Praha
- 2005 Infinity / Terezin, Mansfield. Musée de la Photographie, Charleroi
- 2005 Terezín-Mansfield. Festival Format 05, Derby, Velká Británie
- 2007 Zjasněná noc. Galerie Fiducia, Ostrava
- 2011 O fotografii. Galerie Václava Špály, Praze
- 2011 Nejen Marginálie. Dům umění města Brna
- 2011 Spiritual Spaces. SouthEast Museum of Photography, Daytona, Florida, USA
- 2012 Slábnoucí světlo, sílící stín. Entrance Gallery, Praha (s Václavem Kopeckým)
- 2013 Infinity – Beyond Infinity. RTR Gallery, Paříž, Francie
- 2016 Reflexe. Ateliér Josefa Sudka, Praha
- 2016 Reflexe – Jam session. Dům umění Ústí nad Labem (s hosty)
- 2016 Reflection – Photographs, Ceramic sculptures. Schilt Gallery, Amsterdam, Holandsko (s Jindrou Vikovou)
- 2017 Blízkost. Galerie hlavního města Prahy – Dům fotografie, Praha

## Zastoupení ve sbírkách
Jeho díla jsou součástí sbírek:
- Museum Ludwig v Kolíně nad Rýnem
- Musée de L’Elysée, Švýcarsko
- Francouzská národní knihovna v Paříži
- Museum of Fine Arts v Houstonu
- Museum of Fine Arts v Bostonu
- Art Institute of Chicago
- International Center of Photography v New Yorku